# Alphonse Lamotte
 (juillet 2017).
Si vous disposez d'ouvrages ou d'articles de référence ou si vous connaissez des sites web de qualité traitant du thème abordé ici, merci de compléter l'article en donnant les références utiles à sa vérifiabilité et en les liant à la section « Notes et références ».
Alphonse Lamotte, né au Havre le 10 décembre 1844 et mort dans cette même ville le 12 mai 1914, est un graveur buriniste français.

## Biographie
Élève de Jean-Jacques Outhwaite et de Louis-Pierre Henriquel-Dupont, Alphonse Lamotte débute au Salon 1869. Il produit un grand nombre de portraits et de gravures d'interprétation. Sociétaire de la Société des artistes français depuis 1883, il obtient des médailles de troisième classe (1877), de deuxième classe (1880), de première classe (1883). Il est médaillé d'or à l'Exposition internationale à Nice (1883-1884), médaillé d'honneur au Salon de la Société nationale des beaux-arts de 1883, médaillé d'or à l'Exposition internationale d'Amsterdam (1883), diplômé d'honneur à l'exposition des lauréats de France à Londres (1887), médaillé d'or à l'Exposition internationale de Melbourne (1888), médaillé d'or à l'Exposition universelle de 1888 à Barcelone, médaillé d'or à l'Exposition universelle de 1889 à Paris.
Il est nommé chevalier de la Légion d'honneur le 29 octobre 1889.
Lamotte dirige l'école des beaux-arts du Havre où il est professeur. Il est conservateur du musée de cette ville.
Il épouse Catherine Clarisse Eugénie Dubois, la fille du sculpteur et médailleur Alphée Dubois.
Alphonse Lamotte meurt au Havre le 12 mai 1914 et est inhumé au cimetière communal, no 26 rue du Bois-Tardieu à Clamart, dans la même tombe que son beau-père Alphée Dubois.

## Élèves
- Louis-Isidore Journot[2]

## Œuvres

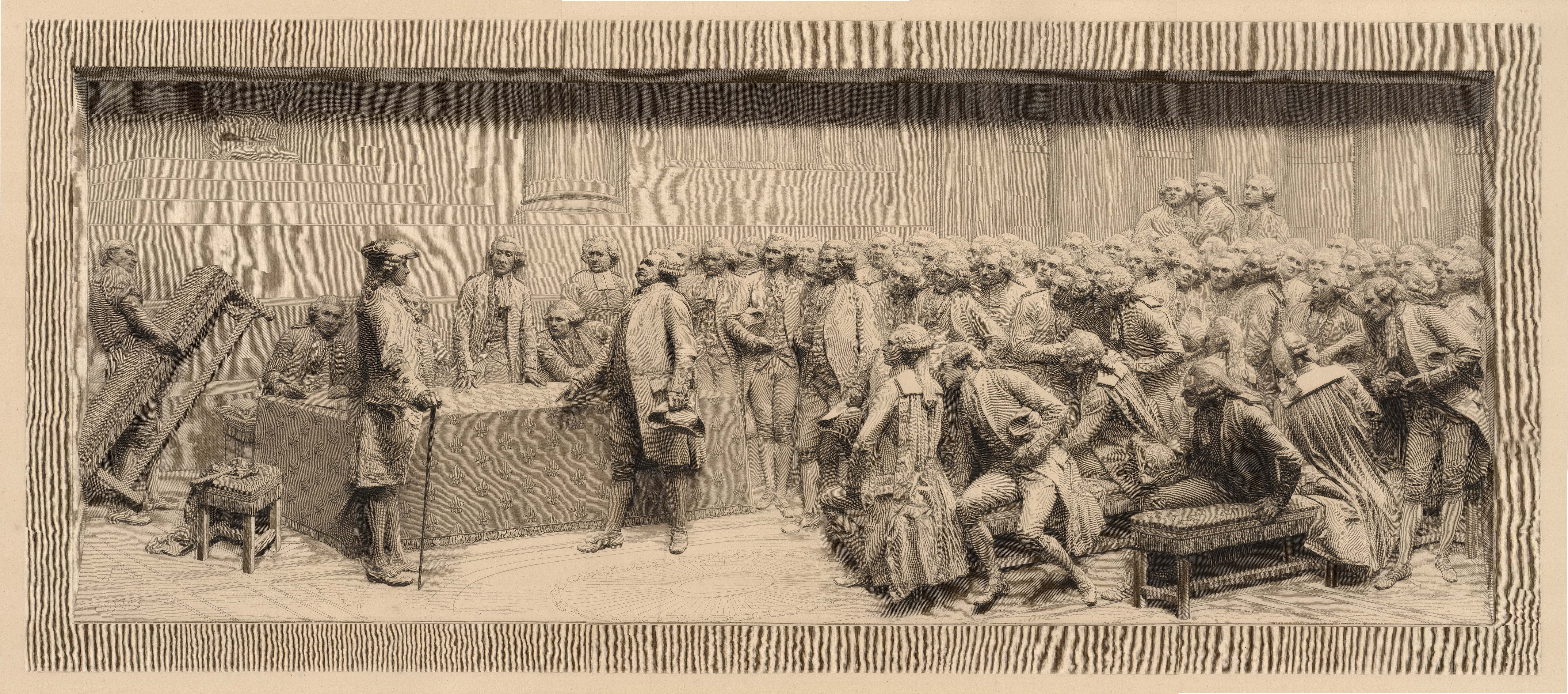
Mirabeau répondant à Dreux-Brézé (1889), burin d'après Jules Dalou. Une estampe d'Alphonse Lamotte de ce haut-relief est exposée au musée de la Révolution française.

- Angélique, d'après Jean-Auguste-Dominique Ingres, 1873.
- Pêcheur et jeune fille de Procida, d'après Léopold Robert, 1878.
- Mignon, d'après Jules Lefebvre, 1880.
- La Source, d'après Émile Meunier, 1880 .
- Mirabeau répondant à Dreux-Brézé ou Les États-Généraux, d'après le haut-relief de Jules Dalou, 1889.
- Largillière, sa femme et sa fille , 1890.
- Diane, d'après Jean-Marc Nattier, 1890.
- Napoléon et son état-major, d'après Jean-Louis-Ernest Meissonier, 1895.
- La veillée d'Auslerlitz, d'après Darvant.
- Portrait de Mme Sarah Bernhardt dans le rôle de Gismonda, d'après Théobald Chartran.
- Bonaparte au passage du Saint-Berard, d'après Édouard Detaille, 1899.
- Les Bergers d'Arcadie, d'après Nicolas Poussin, 1896.